# Лома-де-ла-Лата
Лома-де-ла-Лата (исп. Loma de la Lata) — нефтяное месторождение и месторождение сланцевого газа в Аргентины. Расположено в сланцевой формации «Вака Муэрта» в провинции Неукен, в 1200 км к юго-западу от Буэнос-Айреса.
Начальные извлекаемые запасы месторождения оценивались в 927 млн баррелей нефтяного эквивалента, на нефть приходилось три четвёртых запасов сырья — 741 млн баррелей нефтяного эквивалента.
Во второй половине 1980-х месторождение давало более ⅔ добычи газа в стране.
После ренационализации активов компании Repsol YPF в Аргентине правительством Кристины де Киршнер в 2012 году оператором месторождения является аргентинская нефтегазовая компания YPF.
В 1994 году близ месторождения была построена одноимённая электростанция.